# کریگان میهن
کریگان مِـیهن (انگلیسی: Kerrigan Mahan؛ زادهٔ ۲۷ ژانویهٔ ۱۹۵۵) بازیگر و صداپیشه اهل ایالات متحده آمریکا است. وی از سال ۱۹۷۵ میلادی تاکنون مشغول فعالیت بوده‌است.
از فیلم‌ها یا برنامه‌های تلویزیونی که وی در آن نقش داشته‌است می‌توان به تیم نایت رایدر، دکتر دولیتل، آزادمرد گریان، سرویس تحویل کی‌کی و بابا نوئل اشاره کرد.